# Muzeum Porcelany Śląskiej w Tułowicach
Muzeum Porcelany Śląskiej w Tułowicach – prywatne muzeum w województwie opolskim.
Muzeum mieści się na terenie dawnej fabryki porcelany, której początki sięgają 1886 roku, kiedy to została założona przez rodzinę Schlegelmilch przybyłą z Turyngii. Fabryka ta, działająca do 2001 roku, była jedną z największych wytwórni porcelany na Śląsku przed 1945 rokiem. Jej wyroby, cenione za wysoką jakość i oryginalne wzornictwo, były znane zarówno w Europie, jak i w Stanach Zjednoczonych, gdzie większość produkcji trafiała w pierwszych dekadach XX wieku. Po drugiej wojnie światowej fabryka kontynuowała produkcję, a w 1976 roku została przekształcona w Zakłady Porcelitu Stołowego, zwiększając produkcję i koncentrując się na popularnych wyrobach z porcelitu.
W kwietniu 2024 roku, po dziewięcioletnim procesie renowacji prowadzonym przez Fundację Ochrony Dziedzictwa Przemysłowego Śląska, odrestaurowana fabryka rozpoczęła swoją nową funkcję jako Muzeum Porcelany Śląskiej. W zabytkowych wnętrzach zgromadzono kolekcje wyrobów z 14 różnych śląskich manufaktur, często stanowiące jedyne ślady po dawnych fabrykach.

## Zwiedzanie[3]
Zwiedzanie Muzeum oferuje możliwość poznania historii porcelany poprzez prezentację wyrobów z różnych epok, takich jak secesja, art deco i modernizm. W przestrzeniach muzealnych można zobaczyć, jak zmieniające się trendy w sztuce wpływały na wzornictwo porcelany. W muzeum znajduje się również pracownia, gdzie odwiedzający mogą zapoznać się z procesem tworzenia porcelany oraz uczestniczyć w warsztatach związanych z jej projektowaniem i dekorowaniem.

## Ekspozycja wyrobów poszczególnych manufaktur[4]
- Reinchold Schlegelmilch – Tułowice
- Carl Krister – Wałbrzych
- Carl Tielsch – Stary Zdrój
- Hermann Ohme – Szczawienko
- Königszelt – Jaworzyna Śląska
- Zofiówka – Zofiówka
- Tuppack – Parowa
- Stanowice – Stanowice k. Strzegomia
- K. Steinmann – Parowa
- Sorau – Żary
- Franz Prause – Szczawienko
- Gozdnica – Gozdnica
- Giesche – Bogucice
- Huta Franciszka – Bykowina

Muzeum jest częścią Fundacji Ochrony Dziedzictwa Przemysłowego Śląska – największej w Polsce niezależnej organizacji pozarządowej zajmującej się ochroną i promocją zabytków kultury technicznej.

## Fundacja Ochrony Dziedzictwa Przemysłowego Śląska[6]
Fundacja Ochrony Dziedzictwa Przemysłowego Śląska, założona w celu ochrony zabytków techniki charakterystycznych dla regionu, działa poprzez różnorodne formy umuzealnienia. Proces ten ma na celu zachowanie oryginalności i autentyczności chronionych obiektów. Fundacja zarządza pięcioma muzeami, w tym Muzeum Kolejnictwa w Jaworzynie Śląskiej, Muzeum Hutnictwa Cynku w Katowicach, Muzeum Młynarstwa Młyn Hilberta w Dzierżoniowie, Muzeum Techniki Rolniczej w Piotrowicach Świdnickich oraz Muzeum Porcelany Śląskiej w Tułowicach koło Opola. W planach są także nowe projekty, w tym Walcownia cynku Silesia w Świętochłowicach oraz Muzeum Kolejnictwa w Dzierżoniowie, będące filią muzeum w Jaworzynie Śląskiej.